# Glenea baia
Glenea baia är en skalbaggsart som beskrevs av Jordan 1903. Glenea baia ingår i släktet Glenea och familjen långhorningar.
Artens utbredningsområde är Gabon. Inga underarter finns listade i Catalogue of Life.